# Ligne de montage

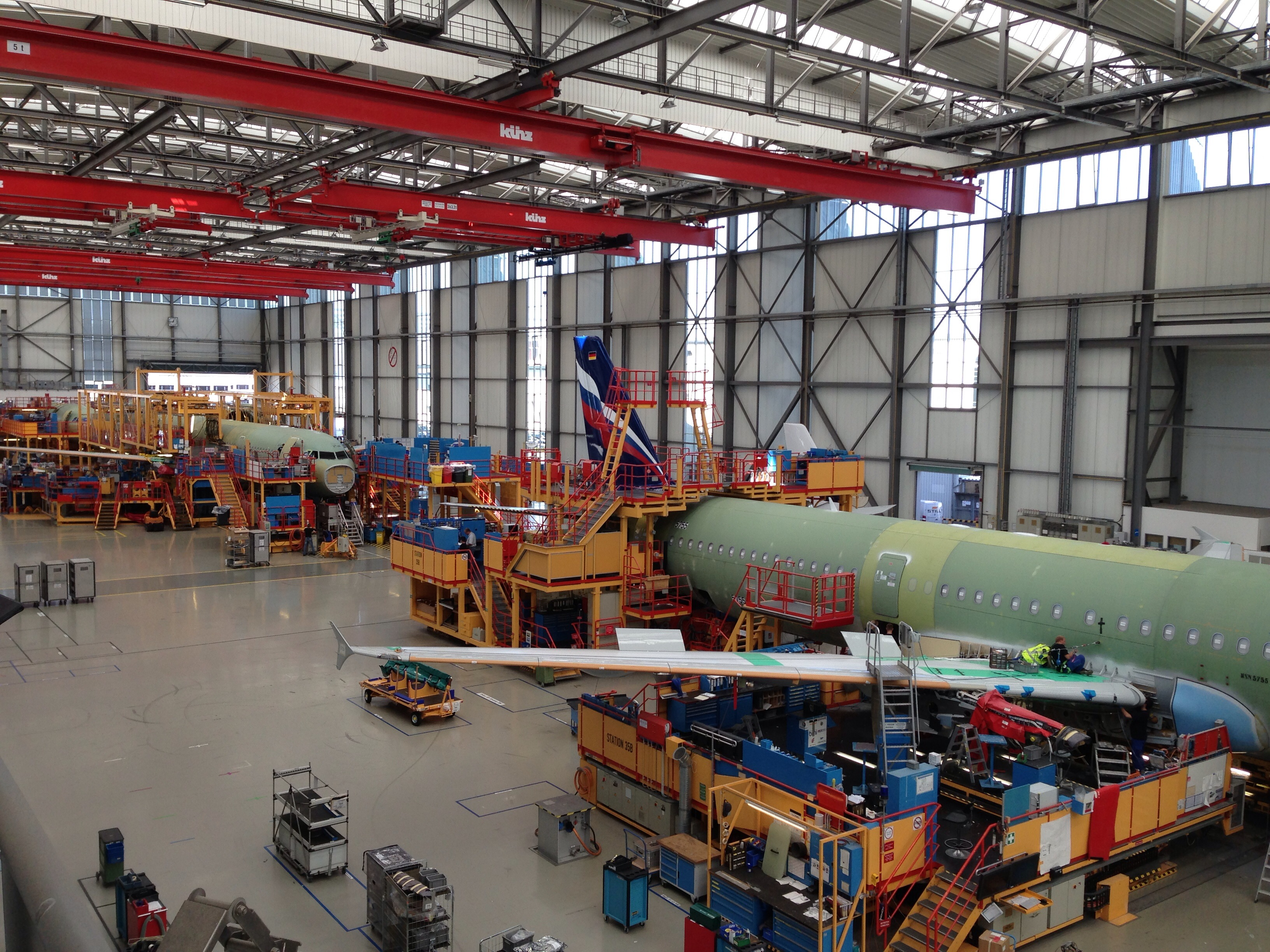
Assemblage d'Airbus A321 dans l'usine d'Airbus sur l’aéroport de Hambourg-Finkenwerder.

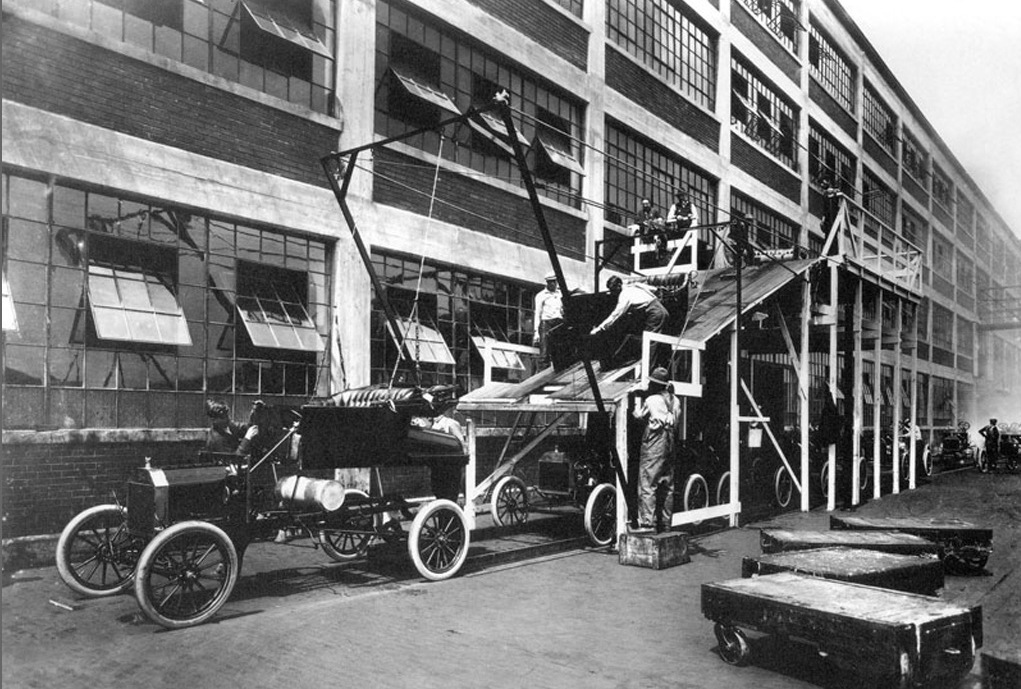
Montage en ligne d'automobiles Ford du modèle T en 1913. Une balancelle permet de présenter un sous-ensemble siège provenant d'un étage supérieur au poste de travail où il sera monté sur le véhicule.

Une ligne de montage ou chaîne de montage est un ensemble de postes de travail spécialisés disposés dans un ordre préétabli correspondant à la succession des opérations d'assemblage des composants d'un produit. Une ligne de montage se caractérise généralement par l'emploi d'un convoyeur mécanisé qui transporte le produit en cours de montage d'un poste à un autre. Ce sont les chaînes de convoyage qui lui ont donné le nom de « chaîne de montage » et consacré l'expression « travail à la chaîne ».
Dans la grande majorité des chaînes de montage actuelles, des robots ont remplacé les ouvriers. Certaines tâches doivent encore, malgré tout, être effectuées à la main.

## Histoire
Cette technique est imaginée par Louis Renault en 1898 et mise en œuvre par Henry Ford en 1913 à partir du modèle de travail à la chaîne élaboré dans les abattoirs de Chicago. Elle est représentative du fordisme et constitue une des applications de la division du travail.
Par l'adoption de ce dispositif, ce ne sont plus les ouvriers qui se déplacent, mais les pièces elles-mêmes; cela induit une réduction des temps morts. Une organisation scientifique du travail, facilitée par la réduction du nombre d'opérations effectuées sur chaque poste, permet de réduire le temps opératoire par poste, donc d'augmenter la cadence, ce que permet la chaîne; c'est donc elle qui impose son rythme de travail aux ouvriers.
La première ligne d’assemblage apparut en 1913 à Highland Park, dans le Michigan. Réalisé pour la production de la première voiture abordable, le modèle Ford T. Plusieurs modèles y étaient fabriqués incluant la Touring, la Roadster, la Center Door, la Coupe, la Mountain Wagon, et la Speedster. Grâce à cette innovation, le temps de construction de la Ford T est considérablement réduit : il passe de 12 h à 1 h 30. La productivité de l'usine est multipliée par 4.
- Ligne de montage du Model T vers 1919.
- Ligne de montage du Model T vers 1924.
- Ligne de montage Ford vers 1930.
- Ligne de montage Ford vers 1947.

## Description
Les lignes de montages se caractérisent par le degré d'automatisation des lignes et le nombre et le délai des postes. Sur une ligne peu automatisée, le transfert des pièces peut se faire sur un simple convoyeur à rouleau, par libération manuelle de la pièce après action, tandis que sur une ligne fortement automatisée, le transfert est chronométré et paramétré.
À chaque poste, un robot, un ou plusieurs ouvriers réalisent une liste de tâches spécifiques. Le poste de travail est adapté à ces tâches, ainsi que documenté par une gamme d'assemblage.